# Déjala que vuelva
«Déjala que vuelva» es una canción grabada por la banda colombiana Piso 21, perteneciente a su segundo álbum de estudio, Ubuntu (2018), donde cuenta con la participación del cantante colombiano Manuel Turizo. Fue presentado el 20 de octubre de 2017 como el cuarto sencillo de dicho álbum.

## Antecedentes y composición
La canción marca la colaboración entre Piso 21 y Manuel Turizo después de que éstos tuvieran un gran éxito con sus sencillos, respectivamente, ya que Piso 21 había se había impulsado con su sencillo «Besándote», mientras que Manuel ya se había hecho de un gran futuro con su canción «Una lady como tú», junto a su hermano Julián.
«Déjala que vuelva» es una canción que destaca el estilo de Piso 21 junto a los hermanos Turizo. Tiene una duración de tres minutos y 41 segundos en su versión original, mientras que el videoclip dura tres minutos y 54 segundos. Fue escrita por Pablo Mejía Bermúdez (Pablo), Juan David Huertas Clavijo (El Profe), David Escobar Gallego (Dim), Juan David Castaño Montoya (Llane), Julián y Manuel Turizo.

## Video musical
El videoclip fue grabado en la ciudad de Medellín bajo la producción de 36 Grados y la dirección de JP Valencia. Asimismo, fue lanzado el 19 de octubre de 2017 por el canal de Piso 21 en YouTube. Al mismo tiempo, se convirtió en el video más visto de la banda en YouTube, superando las 1000 millones de vistas.

### Sinopsis
En el video musical, aparecen Pablo, Profe, Dim y Llane junto a Manuel y Julián Turizo quienes se reúnen para ir a una fiesta, no sin antes pasar por diferentes lugares donde la gente juega y baila, pasan por una sastrería donde se elaboran su propia ropa para ir a dicha fiesta. Al final, los seis llegan a la fiesta donde cantan juntos con la gente. En algunas escenas, se ve a Profe tocando su guitarra junto a Julián y su característico ukelele.

## Posiciones
| Listas (2017-2018)           | Mejor posición |
| ---------------------------- | -------------- |
| Argentina (Monitor Latino)   | 7              |
| Bolivia (Monitor Latino)     | 1              |
| Chile (Monitor Latino)       | 6              |
| Colombia (National Report)   | 7              |
| Costa Rica (Monitor Latino)  | 2              |
| Ecuador (National Report)    | 6              |
| El Salvador (Monitor Latino) | 2              |
| España (PROMUSICAE)          | 13             |
| Guatemala (Monitor Latino)   | 4              |
| México (Billboard)           | 3              |
| Nicaragua (Monitor Latino)   | 5              |
| Panamá (Monitor Latino)      | 4              |
| Paraguay (Monitor Latino)    | 1              |
| Perú (Monitor Latino)        | 7              |
| Uruguay (Monitor Latino)     | 6              |
| Venezuela (National Report)  | 68             |

## Certificaciones
| País     | Organismo certificador | Certificación         | Ventas certificadas | Ref.   |
| -------- | ---------------------- | --------------------- | ------------------- | ------ |
| Colombia | ASINCOL                | 2× Platino            | 40 000              | [ 19 ] |
| España   | PROMUSICAE             | Platino               | 20 000              | [ 20 ] |
| México   | AMPROFON               | Diamante + 3× Platino | 480 000             | [ 21 ] |